# Jennifer Wiseman
Pour les articles homonymes, voir Wiseman.
Jennifer J. Wiseman est une astronome américaine.

## Biographie
Elle a obtenu son B.Sc. en physique au Massachusetts Institute of Technology (MIT) et son doctorat en astronomie à l'université Harvard en 1995. Wiseman a découvert la comète périodique 114P/Wiseman-Skiff alors qu'elle travaillait comme assistante de recherche de premier cycle en 1987. Elle est actuellement astrophysicienne au Goddard Space Flight Center de la NASA, elle y dirigeait auparavant le Laboratoire des exoplanètes et d'astrophysique stellaire.
Wiseman est une chrétienne engagée et membre de l'American Scientific Affiliation. Le 16 juin 2010, Wiseman a été promue nouveau directeur de l'Association américaine pour l'avancement des sciences, dont l'objet est de promouvoir le dialogue autour de la science, l'éthique et la religion.